# Neoserica pubiforceps
Neoserica pubiforceps är en skalbaggsart som beskrevs av Ahrens 2004. Neoserica pubiforceps ingår i släktet Neoserica och familjen Melolonthidae. Inga underarter finns listade i Catalogue of Life.